# Barclay James Harvest (album)
| Recensione   | Giudizio   |
| ------------ | ---------- |
| AllMusic     | [ 1 ]      |
| Sputnikmusic | 3.0 (Good) |

Barclay James Harvest è il primo album della band rock britannica Barclay James Harvest, pubblicato nel giugno del 1970.
L'album si piazzò al quarantesimo posto delle classifiche britanniche.

## Tracce
Lato A
Testi e musiche di Barclay James Harvest.
1. Taking Some Time On – 5:30
2. Mother Dear – 3:21
3. The Sun Will Never Shine – 5:08
4. When the World Was Woken – 5:50

Lato B
Testi e musiche di Barclay James Harvest.
1. Good Love Child – 5:10
2. The Iron Maiden – 2:43
3. Dark Now My Sky – 12:05

Edizione CD del 2002 (rimasterizzato), pubblicato dalla EMI Records (07243 538405 2 5)
Testi e musiche di Les Holroyd, John Lees, Mel Pritchard e Stuart Wolstenholme, eccetto dove indicato..
1. Taking Some Time On – 5:30
2. Mother Dear – 3:21
3. The Sun Will Never Shine – 5:08
4. When the World Was Woken – 5:50 (Les Holroyd, Mel Pritchard, Stuart Wolstenholme)
5. Good Love Child – 5:10
6. The Iron Maiden – 2:43
7. Dark Now My Sky – 12:05
8. Early Morning – 2:34 – Bonus Track
9. Mr. Sunshine – 2:54 – Bonus Track
10. So Tomorrow – 3:28 – Bonus Track - Previously Unreleased, BBC Session, 20 aprile 1968
11. Eden Unobtainable – 3:10 (Les Holroyd) – Bonus Track - Previously Unreleased, BBC Session, 20 aprile 1968
12. Night – 3:20 – Bonus Track - Previously Unreleased, BBC Session, 30 luglio 1968
13. Pools of Blue – 3:29 – Bonus Track - Previously Unreleased, BBC Session, 30 luglio 1968
14. Need You Oh So Bad – 1:18 – Bonus Track - Previously Unreleased, BBC Session, 30 luglio 1968
15. Small Time Town – 2:12 – Bonus Track - Previously Unreleased, BBC Session, 30 luglio 1968
16. Dark Now My Sky – 3:43 – Bonus Track - Previously Unreleased, BBC Session, 30 luglio 1968
17. I Can't Go On Without You – 2:13 (Stuart Wolstenholme) – Bonus Track
18. Eden Unobtainable – 3:04 (Les Holroyd) – Bonus Track
19. Poor Wages – 2:34 – Bonus Track
20. Brother Thrush – 3:06 – Bonus Track

## Formazione
- John Lees - chitarra, recorder, voce
- Stuart Woolly Wolstenholme - tastiere, chitarra, armonica, voce
- Les Holroyd - basso, violoncello, voce
- Mel Pritchard - batteria, percussioni[4]

Musicista aggiunto
- Jim Litherland - percussioni (brano: Taking Some Time On)[5]

Note aggiuntive
- Robert Godfrey - direttore orchestra (The Barclay James Harvest Orchestra)
- Norman Smith - arrangiamenti e conduttore musicale (brano: Mother Dear)
- Norman Smith - produttore
- Registrato nel novembre 1969 e nel gennaio 1970 al E.M.I. Studios, Abbey Road, Londra, Inghilterra
- Phil McDonald - ingegnere delle registrazioni
- Richard Dunkley - fotografie
- Ian Latimer - design album[6]
- Robert Godfrey - arrangiamenti e conduttore musicale (brani: When the World Was Woken e Dark Now My Sky)[7]